# 环腺苷酸
环腺苷酸(英語：Cyclic adenosine monophosphate，cAMP)又稱環腺苷單磷酸，是一种具有细胞内信息传递作用的小分子，被称为细胞内信使(intracellular messenger)或第二信使(second messengers)。

## 合成与代谢
环腺苷酸由固定在细胞质膜内表面、存在于细胞内多种位置的腺苷酸环化酶(adenylate cyclase) 催化三磷酸腺苷 (ATP) 生成。环腺苷酸合成的调控被发现是一个相对复杂的过程，多种信号分子共同参与了环腺苷酸的合成。腺苷酸环化酶激活性G蛋白 (Gs) 能够激活哺乳动物中所有亚型的腺苷酸环化酶；一些抑制性G蛋白 (Gi, Go 与 Gz) 可以抑制腺苷酸环化酶的特定亚型。肝腺苷酸环化酶较强地响应胰高血糖素(glucagon)，肌肉腺苷酸环化酶较强地响应肾上腺素 (adrenaline) 信号。
环腺苷酸的降解由磷酸二酯酶 (phosphodiesterase,PDE) 催化，产生单磷酸腺苷 (AMP)。

## 功能
环腺苷酸是一种第二信使，主要用于细胞内信号传导，例如影响胰高血糖素、肾上腺素的效果。环腺苷酸也参与了蛋白激酶的激活过程。此外，环腺苷酸也结合并调节一些离子通道的功能，例如HCN通道，Epac1和RAPGEF2等环核苷酸结合蛋白。

### 在真核细胞中的功能
主页面：function of cAMP-dependent protein kinase
cAMP在一些生物化学过程中与激酶相偶联，例如糖原、糖与脂质的代谢。
在真核细胞中，cAMP可以激活蛋白激酶A(protein kinase A 或 cAMP-dependent protein kinase, PKA)。PKA在一般未激活状态下是一个四聚体，由两个催化亚基和两个调控亚基 (C2R2) 构成，以及另一个调控单元抑制性结合催化单元的催化中心。
cAMP结合在PKA调控单元的结合位点上，导致调控亚基与催化亚基之间解离，使得催化亚基可以磷酸化底物蛋白。激活的PKA催化亚基催化ATP上的磷酸基团转移到蛋白底物的特定丝氨酸或苏氨酸残基上。磷酸化的蛋白可以是细胞的离子通道上，也可能是被激活或抑制的酶。蛋白激酶A也可以磷酸化转录因子，这些因子可以结合在DNA的启动子区域上，调控基因的转录。需要注意，并非所有蛋白激酶都响应cAMP，包括蛋白激酶C在内的几类蛋白激酶都是不依赖cAMP的。
尽管如此，cAMP仍有一些轻微的独立于PKA之外的功能，例如，激活钙离子通道，这为生长激素释放激素引起生长激素释放提供了一个次要途径。
然而，认为cAMP的大多数效应都依赖于PKA的观点已显得过时。1998年，科学家发现了一类具有鸟嘌呤核苷酸交换因子（GEF）活性的cAMP敏感蛋白。这些蛋白被称为cAMP激活的交换蛋白（Epac），该家族包括Epac1和Epac2。其激活机制与PKA相似：GEF结构域通常被含有cAMP结合结构域的N末端区域遮蔽。当cAMP结合后，结构域解离并暴露出活跃的GEF结构域，这些结构域允许Epac激活如Rap1等的小型Ras样GTP酶蛋白。

### 分泌性cAMP在社会性变形虫中的作用
在 Dictyostelium discoideum 中，cAMP作为一种分泌信号在细胞外发挥作用。细胞的趋化性聚集是通过周期性波动的cAMP波来组织的，这些波动在细胞之间传播，传播距离可达几厘米。这些波动是由细胞外cAMP的调控性生产和分泌以及一个自发的生物振荡器所引发的。

## 外部連結
1. ↑  Dessauer, Carmen W.; Posner, Bruce A.; Gilman, Alfred G. . Clinical Science. 1996, 91 (5): 527–537. doi:10.1042/cs0910527.